# Camptouratea
Camptouratea là một chi thực vật có hoa trong họ Ochnaceae.

## Loài
Chi Camptouratea gồm các loài: